# Удачное (Донецкая область)
Уда́чное (укр. Уда́чне) — посёлок Покровского района Донецкой области Украины.

## История
В 1989 году численность населения составляла 1810 человек.
По состоянию на 20 декабря 2024 года численность населения составляла около 300 человек.
В посёлке находится Свято-Георгиевский храм Покровского благочиния Донецкой епархии Украинской православной церкви Московского патриархата.

## Культура
В центре посёлка расположен Удачненский Центр культуры и досуга.